# Perithous kamathi
Perithous kamathi är en stekelart som beskrevs av Gupta 1982. Perithous kamathi ingår i släktet Perithous och familjen brokparasitsteklar. Inga underarter finns listade i Catalogue of Life.